# Xã Wessington Springs, Quận Jerauld, Nam Dakota
Xã Wessington Springs (tiếng Anh: Wessington Springs Township) là một xã thuộc quận Jerauld, tiểu bang Nam Dakota, Hoa Kỳ. Năm 2010, dân số của xã này là 66 người.